# Palestina (ort i Colombia, Huila, lat 1,72, long -76,13)
Palestina är en ort i Colombia.   Den ligger i departementet Huila, i den sydvästra delen av landet, 400 km sydväst om huvudstaden Bogotá. Palestina ligger 1 546 meter över havet och antalet invånare är 2 027.
Terrängen runt Palestina är kuperad. Runt Palestina är det ganska glesbefolkat, med 23 invånare per kvadratkilometer. Närmaste större samhälle är Pitalito, 16,9 km nordost om Palestina. I omgivningarna runt Palestina växer i huvudsak städsegrön lövskog.